# CAROL (アニメ)
『CAROL』（キャロル）は、TM NETWORKのコンセプト・アルバム『CAROL 〜A DAY IN A GIRL'S LIFE 1991〜』、及びこれを元に木根尚登が執筆した小説『CAROL』を原作とするアニメ作品。
元々は小室哲哉のライブフィルムとの同時上映会「FANKS! FILM COLLECTION」のために作られた作品であるが、後にOVAとして1990年5月21日より一般販売された。

## あらすじ
1991年ロンドン。少女キャロルの身辺では、大好きなバンドの人気急落、チェロ奏者の父が音を出せなくなる、ビッグ・ベンの音が消えてしまう、といった音の失われる事件が起こっていた。盗まれた音を求め、キャロルは異世界ラ・パス・ル・パスで冒険をする。

## スタッフ
- 原作：木根尚登
- プロデューサー：木根尚登
- 構成：高河ゆん
- キャラクター原案：高河ゆん
- 音楽：小室哲哉
- 監督：出﨑哲
- 絵コンテ：冨永恒雄
- 演出：冨永恒雄
- 脚本：宮下知也
- キャラクターデザイン：小林ゆかり
- 美術監督：石垣努
- 音響監督：松浦典良
- サウンド･コラボレーション：日向大介
- 撮影監督：高橋明彦
- 制作：アニメイトフィルム、マジックバス
- 制作協力：GAINAX（ノンクレジット）
- 製作･著作：ムービック、アズミックス、SMEビジュアルワークス

### 主題歌
『JUST ONE VICTORY（Remix Version）』 TM NETWORK
作詞･作曲：小室哲哉

## 登場キャラクター・声の出演
- キャロル・ミュー・ダグラス：久川綾

本編のヒロイン。金髪碧眼の可憐な容姿を持つ少女。音が消える真相を突き止めるため、異世界ラ・パス・ル・パスに旅立つ。
ラ・パス・ル・パスの住民によると、彼女だけが魔王を倒すための呪文を正しく発音できると言う。
性格はややわがままだが、異世界での冒険を通じ勇気や優しさを身につけ、成長していく。
- フラッシュ：宇都宮隆

異世界ラ・パス・ル・パスのヴォーカリスト。やや不愛想だが勇敢。始めはわがままなキャロルと衝突するも、戦いを通じその距離は近づいていく。
- ティコ・ブラーニ：飛田展男

異世界ラ・パス・ル・パスのギタリスト。ダークエルフを思わせる風貌でサングラスが特徴。フラッシュと違い気立てが良く、初めからキャロルに優しい。
- クラーク・マクスウェル：塩沢兼人

異世界ラ・パス・ル・パスのキーボーディスト。長身だが中性的な風貌。途中まで魔王側に拉致されていた。
- ドモス：山田栄子

異世界ラ・パス・ル・パスの住民でフラッシュ達の仲間。巨大なウサギの様な姿でキャロルに恐れられるが、大変優しい性格で終始彼女に優しい。
後半敵との戦闘で力尽きるが、直前でキャロルと打ち解けることができた。
- ケプリ：速水奨

異世界ラ・パス・ル・パスにおいて魔王側の人物。漆黒の長髪を持つ美青年。キャロルに近づく。
- タイオス：池田勝
- リート：土井美加
- ライマン・ミュー・ダグラス：田中秀幸

キャロルの父。有名なチェロ奏者だったが突然音を出せなくなり、苦悩に陥る。
- テレーズ先生：伊藤美紀

## CAROL-K
『CAROL-K』（キャロル ケイ）は、高河ゆんによる日本の漫画作品。
キャロル・ミュー・ダグラスの孫、品川京呼が主人公。

### ドラマCD

#### スタッフ
- 原作：木根尚登、高河ゆん
- 脚本：天野裕充
- 音楽：木根尚登、ノイズファクトリー、湯浅公一

#### 登場キャラクター・声の出演
- 品川京呼：椎名へきる

本編のヒロイン。キャロル・ミュー・ダグラスの孫娘で日英のクォーター。7オクターブもの美声を持つが、ワケあってバース音楽学院ではキーボード科を選んだ。
上野鷹四に恋するも、バンド活動で多忙な彼に相手にしてもらえない。
性格は明朗で天然。上野には少々ウザがられるも、女子の友人は多い。
- キャロル：高山みなみ
- 駒場ありす：八木田麻衣
- 白鳥由里
- 根谷美智子
- 吉田古奈美
- 小西寛子
- 千葉一伸

### 曲
「CAROL（CAROL'S THEME ll）」
作詞：小室みつ子/英語詞：Cindy Asada、作曲：小室哲哉、編曲：板倉雅一、歌：高山みなみ
「THEME OF CAROL-K」（instrumental）
作曲：木根尚登、編曲：湯浅公一
「Graduater」
作詞：アキレスKEN、作曲：TACOS NAOMI、編曲：大坪稔明、歌：椎名へきる

## 関連商品
- ［音楽アルバム］『CAROL 〜A DAY IN A GIRL'S LIFE 1991〜』
- ［小説］『キャロル (TM NETWORK“CAROL”STORY BOOK)』 ISBN 4-7897-0438-6
- ［小説文庫版］『CAROL』 ISBN 4-04-179401-3
- ［ビデオ・LD］60分 1990年5月21日発売 CBS・ソニーグループ
- ［DVD］60分 2001年9月19日発売 SMEビジュアルワークス
- ［サウンドトラック］『CAROL SOUNDTRACK SPECIAL EDITION』
- ［ドラマCD］『CAROL-K 〜Graduater〜』
- ［CDシングル］『Graduater』1997年1月21日発売 ソニー・ミュージックエンタテインメント